# Trichocerca porcellus
Trichocerca porcellus är en hjuldjursart som först beskrevs av Gosse 1851.  Trichocerca porcellus ingår i släktet Trichocerca och familjen Trichocercidae. Arten är reproducerande i Sverige. Inga underarter finns listade i Catalogue of Life.